# Patrick El Mabrouk
Patrick El Mabrouk   (Algèria francesa, 30 d'octubre de 1928 - 14è districte de París, 3 de febrer de 1994) va ser un atleta francès nascut a l'Algèria francesa, especialista en curses de mig fons, que va competir durant les dècades de 1940.
El 1952 va prendre part en els Jocs Olímpics de Hèlsinki, on disputà dues proves del programa d'atletisme. Fou cinquè en els 1.500 metres, mentre en els 800 metres quedà eliminat en sèries.
En el seu palmarès destaca una medalla de plata en la cursa dels 1.500 metres del Campionat d'Europa d'atletisme de 1950 i tres medalles d'or als Jocs del Mediterrani de 1951. També guanyà nou campionats nacionals, quatre dels 800 metres i cinc dels 1.500 metres, i millorà diverses vegades els rècords francesos dels 1.500 i el 4x800 metres.

## Millors marques
- 800 metres. 1'50.1" (1951)
- 1.500 metres. 3' 46.0" (1952)
- Milla. 4' 08.6" (1951)[1][7]